# Zmarli w sierpniu 2025

## Sierpień 2025
- 20 sierpnia
  - Marcel Łoziński – polski reżyser[1]
- 19 sierpnia
  - André Fort – francuski duchowny rzymskokatolicki, biskup Perpignan-Elne (1996–2002) i Orleanu (2002–2010)[2]
  - Razak Omotoyossi – beniński piłkarz[3]
  - Eemeli Peltonen(inne języki) – fiński polityk, deputowany do Eduskunty (2023–2025)[4]
- 18 sierpnia
  - Mieczysław Banasik – polski aktor[5]
  - Paweł „Boryss” Borkowski – polski komentator i promotor wrestlingu[6]
  - Abraham Than – mjanmański duchowny rzymskokatolicki, biskup Kengtungu (1972–2001, od 1968 biskup pomocniczy)[7]
- 17 sierpnia
  - Paolo Angioni – włoski jeździec sportowy, mistrz olimpijski (1964)[8]
  - Zija Grapshi – albański aktor[9]
  - Niilo Halonen – fiński skoczek narciarski i trener, wicemistrz olimpijski (1960)[10]
  - Oldo Hlaváček – słowacki aktor i prezenter telewizyjny[11]
  - Eleni Karpeta – grecka aktorka[12]
  - Victor Manuel Maldonado Barreno – ekwadorski duchowny rzymskokatolicki, biskup pomocniczy Guayaquil (1990–2003)[13]
  - Hans-Bert Matoul(inne języki) – niemiecki piłkarz[14]
  - Terence Stamp – brytyjski aktor[15]
- 16 sierpnia
  - Pippo Baudo – włoski prezenter telewizyjny, trzynastokrotny prowadzący Festiwalu Piosenki Włoskiej w San Remo[16]
  - Fernando Cruz – portugalski piłkarz[17]
  - Joachim Grubich – polski organista, profesor nauk o sztukach pięknych, wykładowca akademicki[18]
  - Larry Jones – amerykański koszykarz i trener[19]
  - Caroline Krook(inne języki) – szwedzka duchowna luterańska, biskup Sztokholmu Kościoła Szwecji (1998–2009)[20]
  - Marian Nowak – polski duchowny rzymskokatolicki, teolog i pedagog, profesor[21]
  - Bob Simpson(inne języki) – australijski krykiecista[22]
  - Richard Tylinski(inne języki) – francuski piłkarz[23]
- 15 sierpnia
  - La. Ganesan – indyjski polityk, parlamentarzysta (2016–2018), gubernator Manipuru (2021–2023), Bengalu Zachodniego (2022) i Nagalandu (2023–2025)[24]
  - Greg Iles – amerykański pisarz[25]
  - Javier Lambán – hiszpański historyk, nauczyciel, samorządowiec, polityk, prezydent Aragonii (2015–2023)[26]
  - Timothy Yu Gyoung-chon – koreański duchowny rzymskokatolicki, biskup pomocniczy Seulu (2013–2025)[27]
- 14 sierpnia
  - Michael N. Castle – amerykański prawnik i polityk, wicegubernator (1981–1985) i gubernator (1985–1993) stanu Delaware, członek Izby Reprezentantów (1993–2011)[28]
  - Wiesława Dembińska – polska operator dźwięku[29]
  - Ingeborg Elzevier(inne języki) – holenderska aktorka[30]
  - Vece Paes(inne języki) – indyjski hokeista na trawie, medalista olimpijski (1972)[31]
  - Bernardo Ruiz – hiszpański kolarz szosowy, stulatek, zwycięzca Vuelta a España (1948)[32]
  - Mats Wahl(inne języki) – szwedzki pisarz, dramaturg i scenarzysta filmowy[33]
- 13 sierpnia
  - Marian Władysław Abramowicz – polski inżynier budownictwa, profesor[34]
  - Anatolij Adamiszyn – rosyjski dyplomata i polityk, ambasador, deputowany (1993–1994), minister ds. WNP (1997–1998)[35]
  - Cipriano García Fernández – hiszpański duchowny rzymskokatolicki posługujący w Argentynie, prałat terytorialny Cafayate (1991–2007)[36]
  - Sonallah Ibrahim(inne języki) – egipski pisarz[37]
  - Emanuel Jardim Fernandes – portugalski prawnik, polityk i samorządowiec, deputowany do Zgromadzenia Republiki (1983–1985 i 1991–1995), poseł do PE (2004–2009)[38]
  - Szilárd Keresztes – węgierski duchowny greckokatolicki, biskup Hajdúdorogu oraz egzarcha apostolski Miszkolca (1988–2007)[39]
  - Marian Błażej Kruszyłowicz – polski duchowny rzymskokatolicki, franciszkanin konwentualny, biskup pomocniczy szczecińsko-kamieński (1990–2013)[40]
  - Józef Nowak – polski piłkarz[41]
  - Tomo Sakurai(inne języki) – japońska aktorka, piosenkarka i seiyū (aktorka głosowa)[42]
  - Peter Stasiuk – kanadyjski duchowny greckokatolicki pochodzenia ukraińskiego, redemptorysta, eparcha Melbourne (1992–2020)[43]
  - Jacek „Koń” Śliwczyński – polski gitarzysta basowy i fotograf, członek zespołów T.Love i Sztywny Pal Azji[44]
  - Kars Veling – holenderski filozof, nauczyciel akademicki i polityk, parlamentarzysta (1991–2002), przewodniczący CU (2001–2002)[45]
- 12 sierpnia
  - Nel Hedye Beltrán Santamaria – kolumbijski duchowny rzymskokatolicki, biskup Sincelejo (1992–2014)[46]
  - Rodrigue Biron(inne języki) – kanadyjski polityk, przewodniczący partii Union Nationale (1976–1980), minister przemysłu, handlu i turystyki Quebecu (1981–1985)[47]
  - Alfredo Diana – włoski polityk i agronom, parlamentarzysta krajowy i europejski, minister rolnictwa (1993–1994)[48]
  - Tiébilé Dramé – malijski polityk, minister spraw zagranicznych (2019–2020), kandydat na urząd prezydenta (2002 i 2007)[49]
  - Władysław Nowak – polski inżynier energetyk, profesor, rektor PS (1984–1990)[50]
  - Aino Pervik – estońska pisarka, poetka i tłumaczka[51]
  - Joseph Willy Romélus – haitański duchowny rzymskokatolicki, biskup Jérémie (1977–2009)[52]
  - Andrzej Werner – polski historyk literatury, krytyk filmowy i literacki, profesor, działacz opozycji demokratycznej w PRL[53]
  - Gregory Wojciechowski – amerykański zapaśnik i wrestler polskiego pochodzenia[54]
- 11 sierpnia
  - Choo Hoey – singapurski dyrygent[55]
  - Jerzy Dziewulski – polski policjant, prawnik i polityk, poseł na Sejm RP I, II, III i IV kadencji (1991–2005)[56]
  - Mario Forte – włoski polityk i prawnik, burmistrz Neapolu (1984), poseł do PE III kadencji (1989–1994)[57]
  - Tadeusz Głuchowski – polski perkusista, członek zespołu Niebiesko-Czarni[58]
  - Stanisław Jakubowski – polski fotograf i fotoreporter[59]
  - Sheila Jordan – amerykańska wokalistka jazzowa[60]
  - Benő Káposzta – węgierski piłkarz, mistrz olimpijski (1964), uczestnik MŚ (1966)[61]
  - Gabi Novak(inne języki) – chorwacka piosenkarka, kompozytorka i autorka tekstów[62]
  - Wojciech Stan – polski artysta fotograf, fotoreporter[63]
  - Miguel Uribe(inne języki) – kolumbijski polityk, senator, niedoszły kandydat w wyborach prezydenckich w 2026[64]
- 10 sierpnia
  - Anas Al-Sharif(inne języki) – palestyński dziennikarz, ofiara izraelskich nalotów na Strefę Gazy[65]
  - Nikołaj Gołuszko – ukraiński i rosyjski funkcjonariusz organów bezpieczeństwa, przewodniczący KGB Ukraińskiej SRR (1987–1991), szef SBU (1991), wiceminister bezpieczeństwa Rosji (1991–1993), szef FSB (1993–1994)[66]
  - Tadeusz V. Gromada – polsko-amerykański historyk i działacz polonijny, profesor[67]
  - Kunishige Kamamoto – japoński piłkarz, trener, działacz sportowy i polityk, medalista olimpijski (1968), wiceprezes JFA (1988–2008), parlamentarzysta (1995–2001)[68]
  - Bobby Whitlock(inne języki) – amerykański wokalista i klawiszowiec, członek zespołu Derek and the Dominos[69]
- 9 sierpnia
  - T-Hood (Tevin Hood) – amerykański raper[70]
  - Andrzej Hundziak – polski kompozytor i pedagog[71]
  - Iwan Krasko – radziecki i rosyjski aktor[72]
  - Stanislao Loffreda – włoski duchowny rzymskokatolicki, franciszkanin, archeolog, biblista i poeta, profesor[73]
  - Steve Shirley(inne języki) – niemiecko-brytyjska informatyczka, prezedsiębiorczyni i filantropka[74]
- 8 sierpnia
  - Zygmunt Babiak – polski aktor, lalkarz i muzyk[75]
  - Arlindo Cruz(inne języki) – brazylijski muzyk i autor piosenek[76]
  - Terry Hennessey – walijski piłkarz[77]
  - Estanislao Esteban Karlic – argentyński duchowny rzymskokatolicki, biskup pomocniczy Córdoby (1977–1983), arcybiskup Parany (1986–2003, koadiutor od 1983), kardynał[78]
  - William H. Webster – amerykański prawnik i urzędnik państwowy, dyrektor FBI (1978–1987) i Centrali Wywiadu (1987–1991)[79]
- 7 sierpnia
  - Dariusz Czernij – polski bokser[80]
  - Dionizy (Mandalos) – grecki duchowny prawosławny, metropolita Koryntu (2006–2025)[81]
  - Sonya Klopfer(inne języki) – amerykańska łyżwiarka figurowa, wicemistrzyni świata (1952), olimpijka (1952)[82]
  - James Lovell – amerykański pilot wojskowy i astronauta (Gemini 7, Gemini 12, Apollo 8, Apollo 13)[83]
  - Myint Swe – mjanmański generał i polityk, wiceprezydent (2016–2025), p.o. prezydenta (2018, 2021–2024)[84]
  - Leon Leszek Szkutnik – polski anglista, autor podręczników[85]
  - Ewa Żukowska-Szczechowska – polska lekarz internistka i nefrolog, prof. dr hab.[86]
- 6 sierpnia
  - Peter Elliott – australijski duchowny rzymskokatolicki, biskup pomocniczy Melbourne (2007–2018)[87]
  - Sławomir Frejowski – polski kolarz szosowy[88]
  - Jan Kadłubiski – polski pianista i pedagog, profesor[89]
  - Waldemar Kulbat – polski duchowny rzymskokatolicki, socjolog, nauczyciel akademicki i publicysta[90]
  - Eddie Palmieri(inne języki) – amerykański pianista latin jazzowy, bandleader, kompozytor[91]
  - Zdzisław Wawrzyniak – polski germanista i tłumacz, profesor, prorektor WSP w Rzeszowie (1987–1993)[92]
- 5 sierpnia
  - Jorge Costa – portugalski piłkarz i trener, uczestnik ME (2000) i MŚ (2002)[93]
  - Ion Iliescu – rumuński polityk, prezydent (1990–1996 oraz 2000–2004)[94]
  - Ove Kindvall – szwedzki piłkarz, uczestnik MŚ (1970, 1974)[95]
  - Robin Lakoff – amerykańska językoznawczyni i socjolingwistka[96]
  - Frank Mill – niemiecki piłkarz, medalista olimpijski (1988), mistrz świata (1990)[97]
  - Snyder Rini – salomoński ekonomista i polityk, premier (2006)[98]
- 4 sierpnia
  - Laurent Chu Văn Minh – wietnamski duchowny rzymskokatolicki, biskup pomocniczy Hanoi (2008–2019)[99]
  - Krzesisława Dubielówna – polska aktorka, dziekan WA we Wrocławiu PWST w Krakowie (1984–1993)[100]
  - Stanisław Gliszczyński – polski samorządowiec, burmistrz Koronowa (2006–2018)[101]
  - Tomasz Jarosz – polski aktor[102]
  - Jane Morgan – amerykańska piosenkarka popu tradycyjnego[103]
  - Mario Moronta – wenezuelski duchowny rzymskokatolicki, biskup San Cristóbal de Venezuela (1999–2024)[104]
  - Tałgat Musabajew – kazachski lotnik, kosmonauta (Sojuz TM-19, Sojuz TM-27, Sojuz TM-32) i polityk, senator (2017–2023)[105]
  - Terry Reid – angielski wokalista, gitarzysta i autor tekstów, członek zespołu Peter Jay and the Jaywalkers[106]
  - Eldar Szengiełaja – gruziński reżyser i scenarzysta filmowy[107]
  - Trần Đình Thịnh – wietnamski sędzia piłkarski[108]
  - Protais Zigiranyirazo – rwandyjski przedsiębiorca i polityk[109]
- 3 sierpnia
  - Elchin Afandiyev(inne języki) – azerski pisarz, nauczyciel akademicki i polityk, wicepremier (1993–2018)[110]
  - Loni Anderson – amerykańska aktorka[111]
  - Jerzy Dumbal – polski trener piłkarski[112]
  - Fritz Lobinger – niemiecki duchowny rzymskokatolicki, biskup Aliwal w RPA (1988–2004)[113]
  - Giuseppe Malandrino – włoski duchowny rzymskokatolicki, biskup Acireale (1979–1998) i Noto (1998–2007)[114]
  - Stella Rimington – brytyjska funkcjonariuszka służb specjalnych, dyrektor generalna MI5 (1992–1996)[115]
  - Margaret W. Rossiter(inne języki) – amerykańska historyczka nauki, twórczyni pojęcia efekt Matyldy[116]
  - Ercole Spada – włoski projektant samochodowy (Alfa Romeo 2600, Volvo GTZ, Ford GT70)[117]
  - Peter Veselovský(inne języki) – słowacki hokeista, medalista olimpijski (1992)[118]
- 2 sierpnia
  - Kelley Mack(inne języki) – amerykańska aktorka[119]
  - Władimir Popow – rosyjski zapaśnik, mistrz świata (1987) i Europy (1987, 1989), medalista olimpijski (1988)[120]
- 1 sierpnia
  - Arif Babayev(inne języki) – azerski wokalista mugam[121]
  - Jonathan Kaplan – amerykański reżyser, scenarzysta oraz producent filmowy i telewizyjny[122]
  - Alina Langman‑Pietrzykowska – polska realizatorka i reżyserka dźwięku, żona Sławomira Pietrzykowskiego[123][124]
  - Norbert Sarnecki – polski artysta rzeźbiarz[125][126]
  - Jeannie Seely(inne języki) – amerykańska piosenkarka[127]
  - Andrzej Wilk – polski inżynier mechanik, profesor, dziekan Wydziału Transportu PŚ (2002–2008)[128]
- nieznana data dzienna
  - Lewan Gaczecziladze – gruziński przedsiębiorca i polityk, kandydat w wyborach prezydenckich (2008)[129]
  - Stanisław Jakubowski  – polski fotograf[130]
  - Joanna Michna – polska pianistka[131]
  - Francesco Musotto – włoski prawnik i polityk, prezydent prowincji Palermo (1994–1995 i 1998–2008), poseł do PE (1999–2008)[132]
  - Tendai Ndoro – zimbabwejski piłkarz[133]